# الأمانة العامة للقرآن الكريم وعلومه
الأمانة العامة للقرآن الكريم وعلومه هي أمانة كويتية تابعة لجمعية الإصلاح الاجتماعي، تهتم بالقرآن الكريم وعلومه والإشراف على إدارة الحلقات القرآنية والمشاركة في المناشط القرآنية.

## النشأة
الأمانة العامة للقرآن الكريم وعلومه في جمعية الإصلاح الاجتماعي تأسست في دولة الكويت لخدمة القرآن الكريم وعلومه شهر سبتمبر عام 2008م، وتم إشهارها في يناير عام 2013م.
تقوم الأمانة على الاهتمام بالقرآن الكريم وعلومه والإشراف على إدارة الحلقات القرآنية (قراءة وحفظاً)، وصولاً إلى السند والمشاركة في جميع المناشط القرآنية.

## الرؤية
الريادة والإبداع في خدمة القرآن الكريم، والتميز في إدارة الحلقات القرآنية، والاهتمام بجميع الفئات العمرية (رجال ونساء) لحفظ القرآن الكريم وعلومه، والوصول إلى الشخصية القرآنية الحافظة لكتاب الله قولاً وعملاً.

## الأهداف
- استثمار المشاريع تربوياً وشرعياً لتنمية الشباب وتثقيفهم، ومساعدتهم على حفظ القرآن وتلاوته وتجويده.
- التنسيق بين مراكز وبيوت وحلقات حفظ القرآن الكريم التابعة لجمعية الإصلاح الاجتماعي.
- التواصل مع المؤسسات القرآنية والشرعية الحكومية والأهلية.
- تحقيق أهداف قطاع الصحبة الصالحة والنشء الإسلامي المتعلقة بحفظ القرآن الكريم والتثقيف الشرعي. ودفع عملية التثقيف الشرعي المنهجي في قطاع الصحبة الصالحة والنشء الإسلامي لتحقيق المستوى المنشود.
- تبني واحتضان المشاريع القرآنية على مستوى دولة الكويت.
- إبراز دور جمعية الإصلاح الاجتماعي بالمشاركة في المسابقات القرآنية بالداخل والخارج.

## الحلقات القرآنية
تشرف الأمانة العامة للقرآن الكريم وعلومه على أكثر من 15 حلقة قرآنية موزعة على محافظات الكويت.

## أبرز الأنشطة
1. المشاركة بشكل دوري في مسابقة الكويت الكبرى[4][5] لحفظ القرآن الكريم وتجويده والحصول على مراكز متقدمة.
2. المسابقة القرآنية السنوية
3. دورة محفظ في كل بيت[6][7]
4. مسابقة أعذب التلاوات[8]
5. المسابقة الثقافية القرآنية
6. المعتكفات الرمضانية

## وصلات خارجية
- الموقع الرسمي